# Lokomotiva Tomáš: Příběh hrdiny
Lokomotiva Tomáš: Příběh hrdiny je britský animovaný film z roku 2014. Režisérem filmu je duo Rob Silvestri. Hlavní role ve filmu ztvárnil Mark Moraghan.

## České znění
| Bohuslav Kalva  |
| Jan Kalous      |
| Jakub Saic      |
| Radovan Vaculík |
| Libor Terš      |
| Radka Stupková  |
| Bohdan Tůma     |

Režie – Klára Šumanová. České znění vyrobilo Studio Bär dabing pro Televizní studio Minimax v roce 2014.